# Gold Is Where You Find It
Gold Is Where You Find It (bra: Onde o Ouro Se Esconde) é um filme estadunidense de 1938, dos gêneros faroeste e drama romântico, dirigido por Michael Curtiz, e estrelado por George Brent, Olivia de Havilland, Claude Rains e Margaret Lindsay. O roteiro de Warren Duff e Robert Buckner foi baseado no romance homônimo de 1936, de Clements Ripley.
A trama se passa 30 anos após a primeira febre do ouro na Califórnia, quando uma mineração hidráulica enviou inundações de resquícios lamacentos para o Vale de Sacramento, destruindo plantações e casas, arruinando terras e fontes de água, e matando inúmeras pessoas. O filme destaca o conflito entre as mineradoras e os fazendeiros de trigo ao acrescentar um romance entre um engenheiro de minas e a filha de um importante fazendeiro.

## Sinopse
Uma nova descoberta de ouro na Califórnia, dez anos após a Guerra de Secessão, desencadeia uma amarga rixa entre fazendeiros e mineradores que usam métodos de mineração hidráulica que devastam as fazendas de trigo do Vale de Sacramento.

## Elenco
- George Brent como Jared Whitney
- Olivia de Havilland como Serena Ferris
- Claude Rains como Coronel Chris Ferris
- Margaret Lindsay como Rosanne McCooey Ferris
- John Litel como Ralph Ferris
- Marcia Ralston como Molly Featherstone
- Barton MacLane como Slag Martin
- Tim Holt como Lance Ferris
- Sidney Toler como Harrison McCooey
- Henry O'Neill como Juiz da Suprema Corte
- Douglas Wood como Clayburn, juiz do tribunal distrital
- Willie Best como Joshua
- Robert McWade como Sr. Crouch
- George Hayes como Enoch
- Russell Simpson como MacKenzie
- Harry Davenport como Dr. Parsons
- Clarence Kolb como Prefeito Walsh
- Moroni Olsen como Sen. George Hearst
- Walter Rodgers como Gen. Ulysses S. Grant[1]

## Produção
Enquanto trabalhava na Carolina do Sul em 1919, Clements Ripley conheceu e se casou com Katherine Ball, filha do famoso jornalista W. W. Ball. Eles foram viver na Carolina do Norte e cultivaram pêssegos até 1927, quando se mudaram para Charleston, novamente na Carolina do Sul, para se tornarem escritores.
O verdadeiro marco judicial no qual o filme se baseou foi "Woodruff v. North Bloomfield Gravel Mining Company", instaurado em 1882 e resolvido em 1884.
Este foi o segundo filme da Warner Bros. a ser filmado no novo processo Technicolor de três tiras. De acordo com Brian Cady, da Turner Classic Movies, "a felicidade do diretor Michael Curtiz com a câmera Technicolor levou a Warner Bros. a colocá-lo na cadeira do diretor no lugar de William Keighley em sua próxima extravagância colorida, The Adventures of Robin Hood (1938)".
O filme foi gravado perto de Weaverville, na Califórnia, e foi atormentado por chuvas torrenciais.